# Marmolejo, Jaén
Marmolejo là một đô thị trong tỉnh Jaén, Tây Ban Nha. Theo điều tra dân số 2005 (INE), đô thị này có dân số là 7605 người.